# جرمن‌وینگز

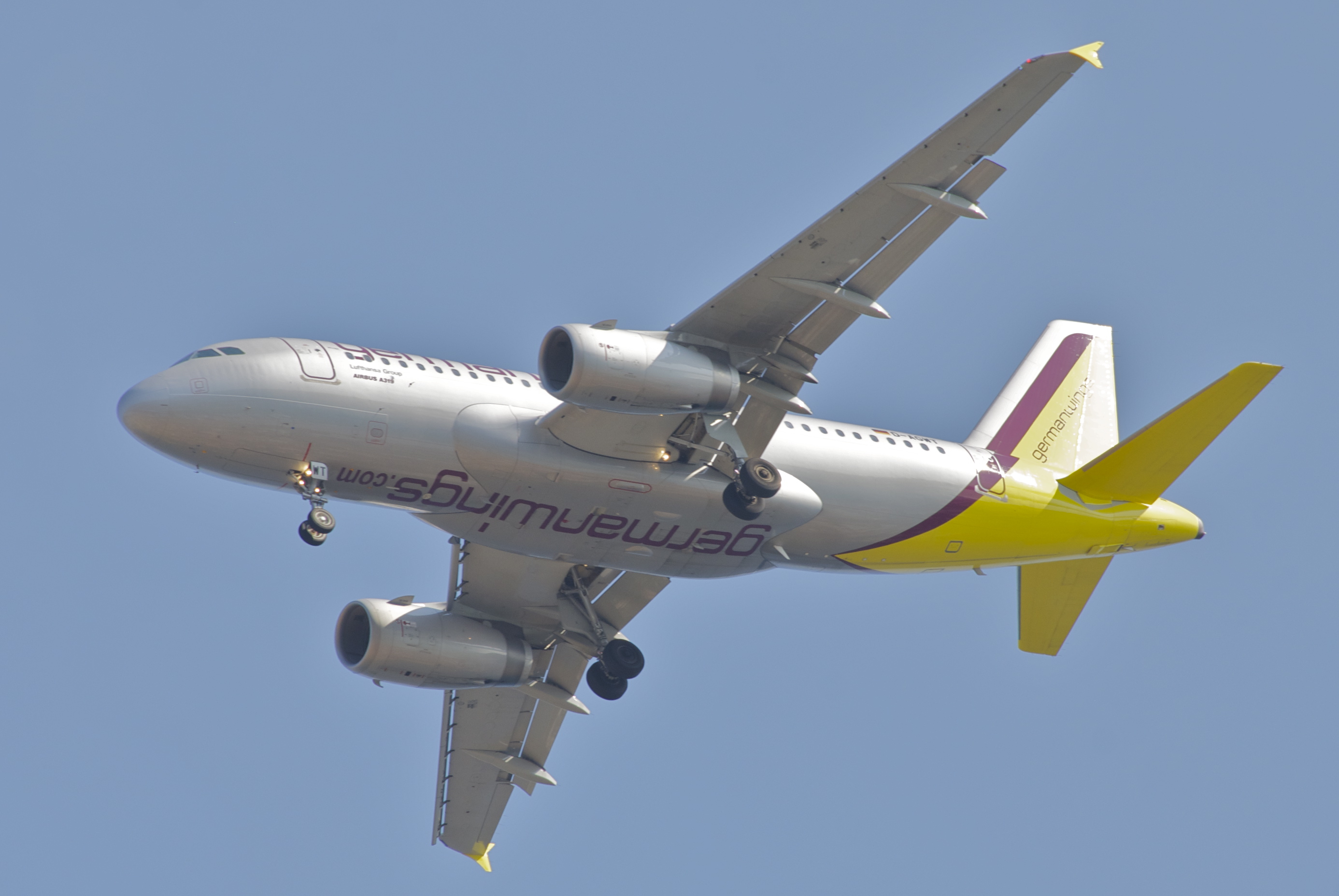
هواپیمای ایرباس ای۳۱۹ متعلق به جرمن‌وینگز.

جرمن‌وینگز (به انگلیسی: Germanwings) شرکت هواپیمایی ارزان‌قیمت آلمانی است، که کلیه سهام آن، متعلق به شرکت لوفت‌هانزا می‌باشد.
شرکت جرمن‌وینگز در سال ۱۹۹۷ به‌عنوان زیرمجموعه‌ای از شرکت یورووینگز فعالیتش را آغاز کرد و در سال ۲۰۰۲ از این شرکت تفکیک شد و به‌عنوان یک شرکت مستقل ثبت گردید. این شرکت در سال ۲۰۰۹ توسط خطوط هوایی لوفت‌هانزا خریداری شد و هم‌اکنون شرکت تابعه‌ای از گروه لوفت‌هانزا محسوب می‌شود.
خطوط هوایی جرمن‌وینگز در حال حاضر روزانه به ۸۶ مقصد پروازهای مستقیم دارد و در ناوگان هوایی خود، دارای ۵۸ فروند هواپیمای جت مسافربری است.
دفتر مرکزی این شرکت در شهر کلن، آلمان قرار دارد و فرودگاه برلین تگل، فرودگاه کلن بن، فرودگاه دورتموند، فرودگاه بین‌المللی دوسلدورف، فرودگاه هامبورگ و فرودگاه هانوفر-لانگنهاگن، قطب‌های این شرکت هواپیمایی به‌شمار می‌آیند.

## مقصدهای پروازی

### قرارداد نماد مشترک
جرمن‌وینگز با شرکت‌های هواپیمایی زیر قرارداد نماد مشترک دارد:
- ایر کانادا
- آل نیپون ایرویز
- آسترین ایرلاینز
- بروکسل ایرلاینز
- لوفت‌هانزا
- سوئیس اینترنشنال ایرلاینز
- یونایتد ایرلاینز

## ناوگان هوایی

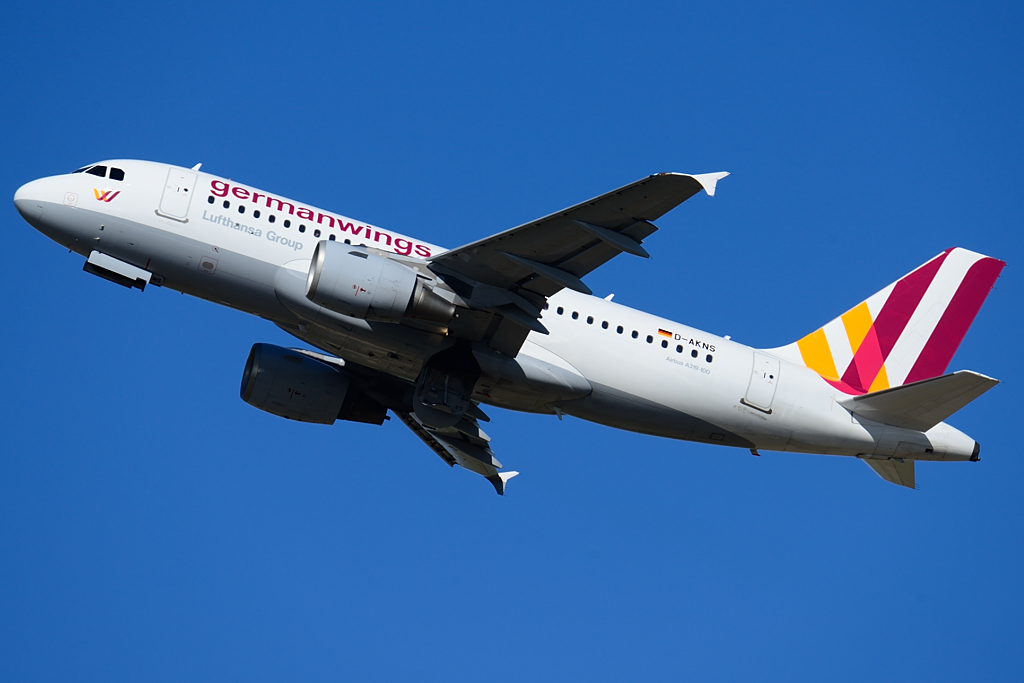
یک فروند ایرباس ای۳۱۹-۱۰۰ متعلق به جرمن‌وینگز.

در آوریل ۲۰۱۷ میلادی ناوگان هوایی جرمن‌وینگز به شرح زیر بوده‌است:

## سوانح و حوادث

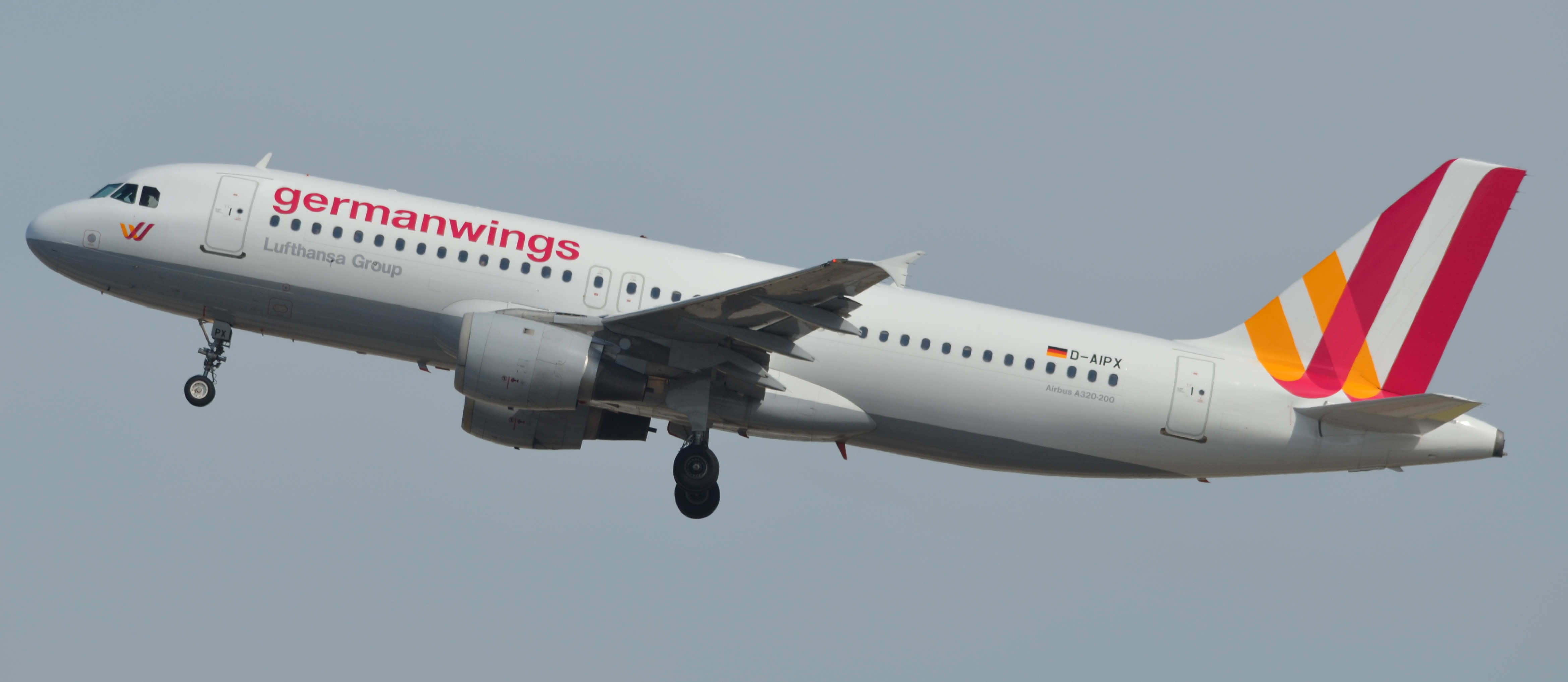
هواپیمای شرکت جرمن‌وینگز در حال پرواز

در روز سه‌شنبه ۲۴ مارس ۲۰۱۵ یک فروند هواپیمای ایرباس ۳۲۰ این شرکت در یک پرواز مسافری سقوط کرد. این هواپیما با ۱۴۴ مسافر، دو خلبان و چهار خدمه پروازی در نزدیکی یک پیست اسکی و روستایی، روستایی دورافتاده «بارسلونت» در دامنه کوه‌های آلپ در جنوب شرق فرانسه در حد فاصل شهرهای دینی و بارسلونت در ۱۰۰ کیلومتری شهر نیس در جنوب فرانسه سقوط کرد.
این هواپیما از شهر بارسلون اسپانیا راهی دوسلدورف آلمان بود که در منطقه جنوبی آلپ از صفحه رادار محو شد.
بررسی‌های انجام شده بر روی اطلاعات به دست آمده از دومین جعبه سیاه این هواپیما ثابت کرد که کمک خلبان عمداً باعث سقوط این هواپیما شده‌است. سازمان تحقیقات هوانوردی فرانسه که مسئولیت تحقیق در مورد سقوط این هواپیما را برعهده دارد گفته است که آندریاس لوبیتز، کمک خلبان این هواپیما، به‌طور مکرر باعث کاهش ارتفاع آن شده‌است.